# 平度考院旧址
36°47′5.7″N 119°56′35.8″E / 36.784917°N 119.943278°E
平度考院旧址位于中华人民共和国山东省青岛市平度市李园街道胜利路541号，原郑州路小学院内，建于清同治年间，为旧时平度州科举考场，清末科举废除后改为学校。其现存建筑现为青岛市辖区内唯一古代科举考场遗迹，为平度市文物保护单位。

## 历史
据1936年《续平度县志》记载，平度州内县试原本无专门考场，只能在州署前临时搭建席棚充当考场。清同治六年（1867年），时任知州海澄购买西关一处倒闭当铺改为考院。同治十年（1871年）吉灿升任知州后，购置了考院东侧部分民房，增建号房及正厅，逐渐形成规模较大的建筑群。
清末废科举兴办新式学堂，西关考院于光绪二十九年（1903年）改为高等小学堂，民国初年1913年改称平度县立完全小学，后来因民国时期战乱部分房舍损毁。1969年，此处改为西关联中，1985年西关联中搬迁后改为西关小学，2002年改为郑州路小学。平度考院旧址至此时仅余厅堂一处，且年久失修被列入危房。2011年12月14日，平度考院旧址列入第三批平度市文物保护单位。2012年8月11日，平度考院旧址列入平度市第三次文物普查新发现不可移动文物名录。2012年，平度市教体局、文物部门、李园街道办事处将考院旧址按清代样式修复。2017年，郑州路小学迁址，平度考院旧址现处于闲置状态。

## 建筑
平度考院旧址现存五间硬山顶厅堂一座，坐北朝南，砖木结构，抬梁式屋架，通面阔19米，通进深8.8米，建筑面积167.2平方米。外墙石砌下碱，青砖清水上身。仰合式布瓦屋面。2012年修缮前，其南立面墙面开青砖发券门窗，正脊砖雕脊瓦斑驳不清，两端鸱吻已残损。修缮时拆除砖石南墙恢复为前廊，并修补正脊瓦件。现前廊廊柱为汉白玉方柱，柱头支撑额枋，透雕雀替，飞椽挑檐。前廊西端立有同治七年《考院碑记》一通。